# Waffenplatz Kloten-Bülach

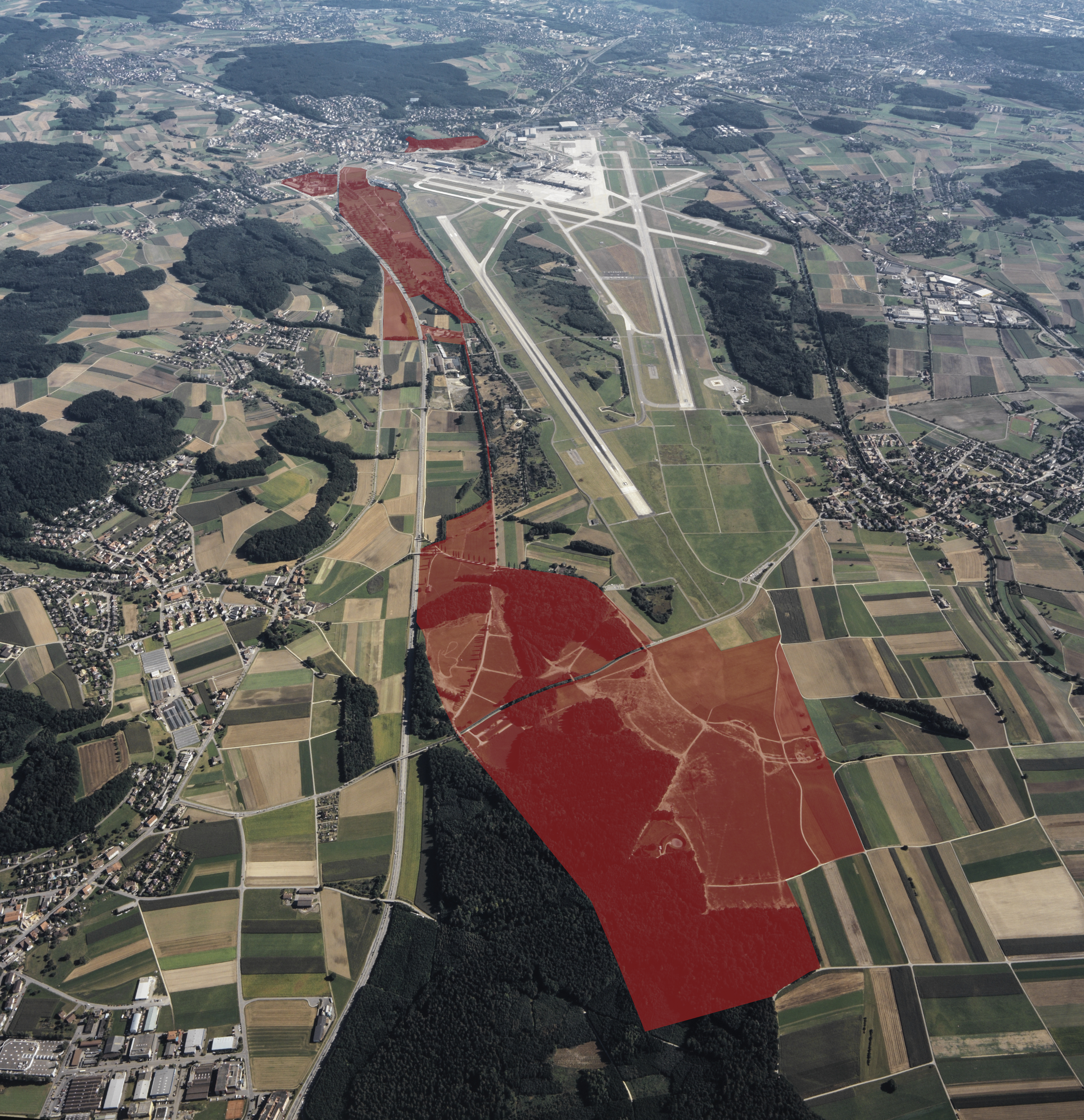
Waffenplatz Kloten-Bülach rot markiert auf einem Luftbild von 1997

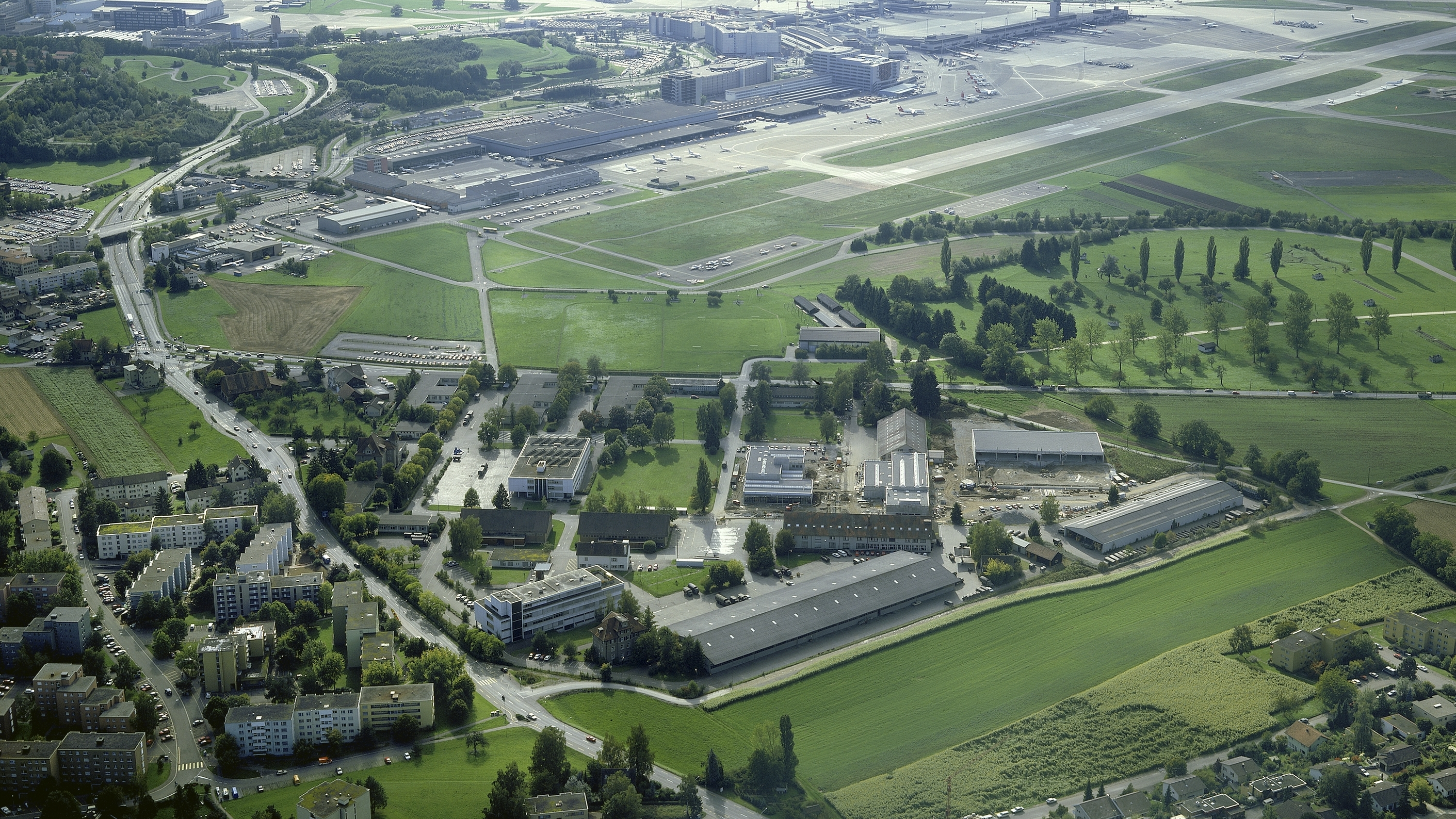
Kaserne Kloten 1992

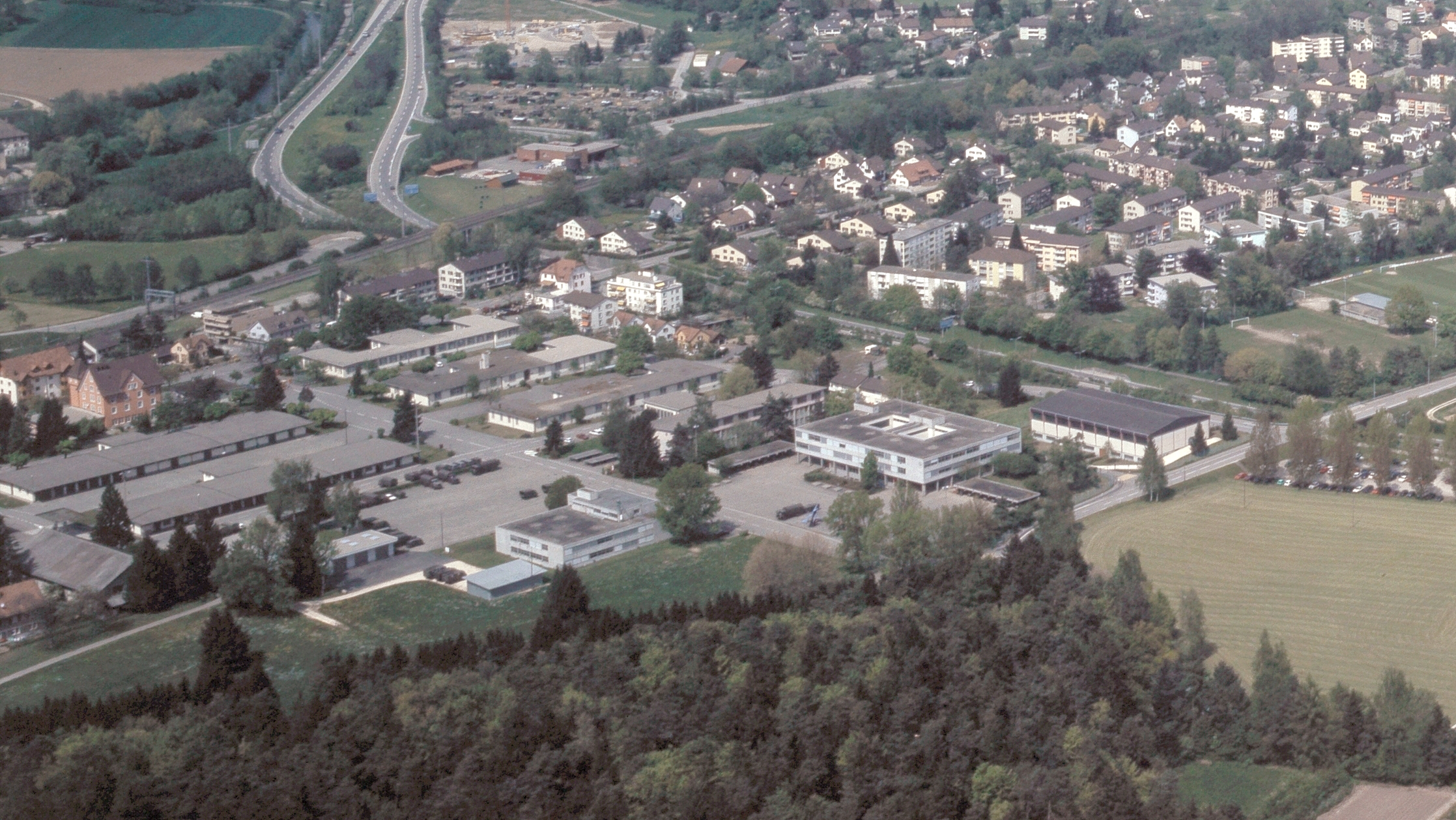
Kaserne Bülach 1995

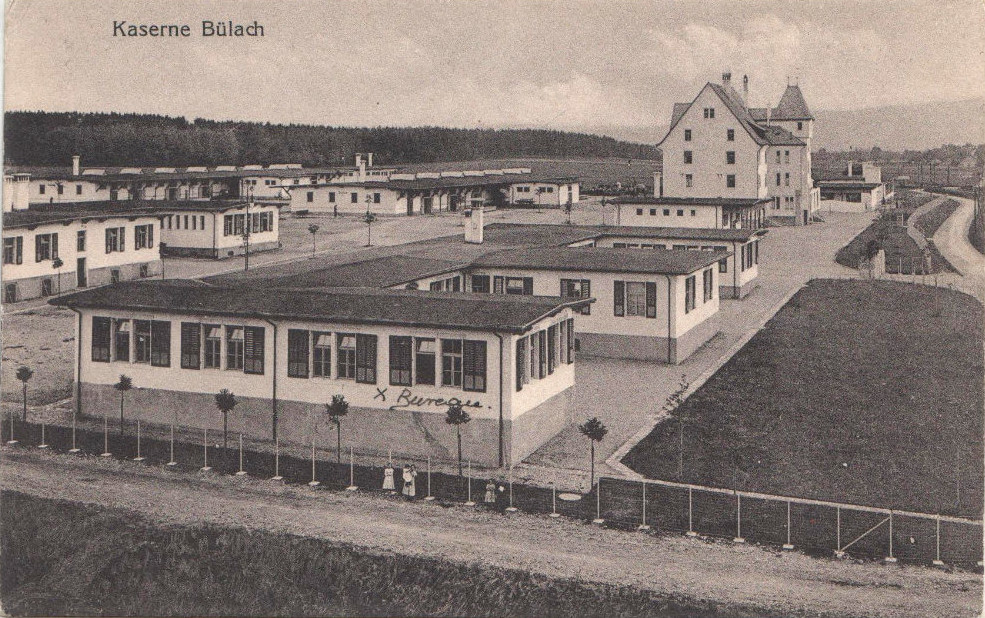
Ansichtskarte der Kaserne Bülach aus dem Ersten Weltkrieg

Der Waffenplatz Kloten-Bülach wurde 1911 als Artilleriewaffenplatz in Betrieb genommen und 1950 an die Übermittlungstruppen übergeben. Seit 1976 wird das Gelände auch für Panzerübungen genutzt.

## Lage
Der Waffenplatz liegt zwischen Bülach und Kloten, wo er im Wesentlichen durch die Autobahn A51 und den Flughafen Zürich begrenzt wird. In Kloten ist die Kaserne mit einer Unterführung unter der Autobahn mit dem Gelände verbunden. Von Kloten führt die für Panzer ausgebaute Militärstrasse durchs Gelände bis zum Langenzinggen beim Höragen bei Bülach, die im Volksmund oft als «Panzerpiste» bezeichnet wird. Sie ist ungefähr fünf Kilometer lang und ist bei Fussgängern, Inlineskatern und Velofahrern beliebt, weil die gut ausgebaute breite Strasse für den motorisierten Verkehr gesperrt ist.

## Geschichte
Der ursprünglich 1000 Hektaren grosse Waffenplatz wurde 1909 gegründet und 1911 in Betrieb genommen. Er lag auf den Gemeindegebieten von Kloten, Winkel, Bachenbülach, Bülach, Höri, Niederglatt, Oberglatt und Rümlang. Der Platz wurde hauptsächlich für Artillerieschiessübungen genutzt.  
Mit dem Bau des Flughafens Zürich musste der Waffenplatz ab 1947 schrittweise verkleinert werden, weshalb das Gelände an die Übermittlungstruppen abgegeben wurde. 1971 wurden in Bülach neue Unterkünfte für zwei Kompanien, ein Lehrgebäude und eine Militärsporthalle gebaut, die gleichen Gebäude wurden 1981 in Kloten erstellt.